# سفارة أفغانستان في الهند
سفارة أفغانستان في الهند هي أرفع تمثيل دبلوماسي لدولة أفغانستان لدى الهند. تقع السفارة في Chanakyapuri ‏ وهي تهدف لتعزيز المصالح الأفغانية في الهند.

## وصلات خارجية
- الموقع الرسمي
- قائمة سفارات أفغانستان
- قائمة السفارات في الهند